# Atalaia
Atalaia este un oraș în statul Alagoas (AL) din Brazilia.